# Pirque
Pirque este un oraș și comună din provincia Cordillera, regiunea Metropolitană Santiago, Chile, cu o populație de 16.565 locuitori (2012) și o suprafață de 445,3 km2.